# Serjania angusta
Serjania angusta är en kinesträdsväxtart som beskrevs av Lippold. Serjania angusta ingår i släktet Serjania och familjen kinesträdsväxter. Inga underarter finns listade i Catalogue of Life.